# Pristimantis chloronotus
Pristimantis chloronotus es una especie de anfibio anuro de la familia Craugastoridae.

## Distribución
Esta especie habita entre los 1900 y 3400 m de altitud en la Cordillera Oriental:
- en Ecuador en las provincias de Sucumbíos y Napo;
- en Colombia en los departamentos de Nariño y Putumayo.[4]

## Publicación original
- Lynch, 1969 : Identity of two Andean Eleutherodactylus with the description of a new species (Amphibia: Leptodactylidae). Journal of Herpetology, vol. 3, p. 135-143.[5]